# چهارطاقی خانه دیو
چهارطاقی خانه دیو که به اشتباه آتشگاه آذر برزین‌مهر نیز گفته می‌شود (دردهه‌های اخیر) چهارتاقی‌ای مربوط به دورهٔ ساسانی به شماره ۴۰۳۵ در تاریخ ۱۰ مهر ۱۳۸۰ در فهرست آثار ملی ایران ثبت شده است. این چهارطاقی در کوه‌های روستای فشتنق، از توابع شهرستان داورزن، قرار دارد. بنا بر پژوهش‌های انجام شده، کاربری این چهارتاقی، آتشکده بوده که در آن «آتش آدران» شعله‌ور می‌شده است.برزین به معنی روی زین اسب نیست بلکه به معنای بلندبالا بلند قامت ...دارای ارتفاع می‌باشد...
در زبان کردی که بازمانده از دوران باستان است برزین به معنای بلندبالا ...میباشد.شاهد این ادعا واژه ی فرزین می‌باشد

## نام‌شناخت
بنا به اعتقاد بومی‌های منطقه، نام قدیم این بنا «خَنه دِب» (= خانه دیو) است و معتقدند: هر کی پاشه بِگذَره خنه دب آتش سحرِش مِنَه! (هر کس پایش را به خانه دیو بگذارد، آتش سحرش می‌کند) و تا آخر عمر نمی‌تواند بی‌نیاز از آتش زندگی کند.

## موقعیت جغرافیایی
این چهارطاقی؛ در موقعیت ۳۶ درجه و ۲۰ دقیقه شمالی و ۵۷ درجه و ۲۱ دقیقه شرقی؛ در ۵ کیلومتری شمال روستای فشتنق از توابع بخش باشتین شهرستان داورزن، قرار دارد. بنای چهارتاقی بر روی یک تپه سنگی با ارتفاع ۱۰۰ متر قرار گرفته است؛ محور بنا با چهار جهت اصلی به اندازه ۲۲ درجه میل غربی دارد. برای دسترسی به چهارتاقی خانه دیو باید از روستای فشتنق که نزدیک‌ترین آبادی به آن است، مسیر طولانی و صعب‌العبور کوهستانی را به مدت ۴۵ دقیقه پیمود.

## پلان و معماری

چهارطاقی دیو

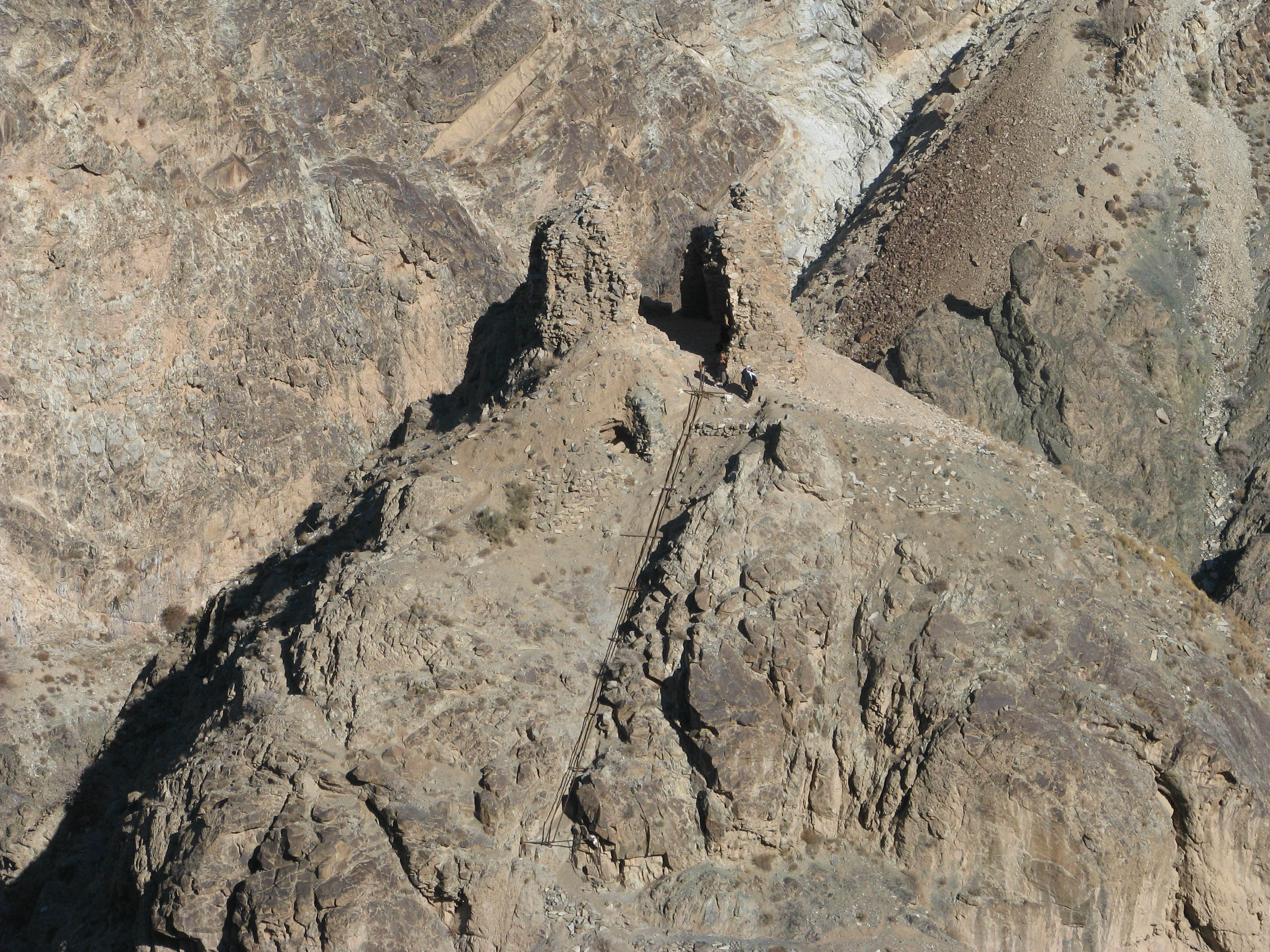
چهارطاقی دیو

پلان چهارطاقی خانه دیو، چلیپایی است که ازجمله پلان رایج و شناخته شده در ساخت آتشکده و چهارتاقی‌های دوره ساسانی می‌باشد. فضای مرکزی چهارتاقی خانه دیو، دارای پلان مربع‌مستطیل ساده به ابعاد ۱۲/۴۶ در ۱۳/۲۹ متر، و گوشه‌های بنا نیز به سمت نقاط اصلی متمایل است. ورودی بنا در سمت شمال شرقی واقع شده و محور بنا با چهار جهت و به اندازه ۲۲ درجه میل غربی دارد. اتاق اصلی چهارتاق ۶/۶۰ متر مربع است. در طرف شمال‌شرقی چهارتاق یک راهرو یا دهلیز بسیار باریک وجود دارد که احتمالاً برای دسترسی به اتاق اصلی و همچنین محوطه جنوبی چهارطاق کاربرد داشته است. مصالح مورد استفاده در چهارتاقی خانه دیو همانند بسیاری از بناهای عصر ساسانی از لاشه‌سنگ و ملات گچ است. هر یک از پایه‌های چهارتاقی با استفاده از این مصالح ساخته شدند. در میان پایه‌ها ورودی‌هایی در چهار جهت اصلی قرار دارد که همانند بسیاری از چهارتاقی‌های این عصر به راهرو طواف پشت جرزها مرتبط می‌شوند. متأسفانه از پوشش سقف بنا جز بخشی از منطقه انتقالی که با شیوه گوشوارسازی فیلپوش انجام شده و اکنون در بخش فوقانی پایه شرقی چهارتاقی قابل رؤیت می‌باشد، چیزی باقی نمانده است. بر پایه پژوهشی که توسط چهار تن از استادان باستان‌شناسی ایرانی انجام شده و با نظر به پلان و فضاهای مکشوفه؛ آتشی در درجه اهمیت آتش آدران یا آتش محلی، در این چهارتاقی شعله‌ور می‌شده است. بر مبنای تعلیمات زرتشتی، تنها موبدان اجازه ورود به حریم این آتش را داشته و دیگر نیایش‌کنندگان در جلو درگاه‌ها، اتاق انتظار و راهروی طواف تجمع می‌کردند و از دور، ناظر بر انجام مراسم و سرودهایی بودند که توسط موبد یا موبدان خوانده می‌شد.

## دیدگاه‌ها و نظریه‌ها
در اوستا و متون دینی پهلوی کیش زرتشت و همچنین کتب تاریخی قدیم، نوشته یا اشاره‌ای که به‌طور خاص، این چهارتاقی را به عنوان محل آذر برزین‌مهر معرفی نمایند در دست نیست. نک: جغرافیای برزین‌مهر. آرتور کریستنسن در کتاب «ایران در زمان ساسانیان»، پس از بیان نظریه لانگلوا و هوفمان که آتشکده آذر برزین‌مهر در کوه‌های ریوند شمال غربی نیشابور واقع بود، نوشته است: «به اعتقاد جکسن، مکان این آتشکده در قریه مهر بوده است، که در سر راه خراسان به یک فاصله از میاندشت و سبزوار قرار دارد.» در «دانشنامه ایران» نیز در کنار مطرح نمودن نظریه‌های مکان‌های احتمالی دیگر برزین‌مهر، به نظر جکسون و سایکس که آذر برزین‌مهر را در روستای مهر داورزن می‌جویند اشاره شده است. همچنین فائق توحیدی، باستانشناس مرکز باستان‌شناسی ایران، این چهارتاقی موسوم به خانه دیو را آتشکده آذربرزین‌مهر ساسانی معرفی نموده است. در پرونده ثبتی این چهارتاقی، به نقل از برهان قاطع آمده است: آذربرزین‌مهر، نام آتشکده ششم از هفت آتشکده ایرانیان است که آن را یکی از خلفای زردشت ساخته و گفته‌اند کیخسرو سوار بر اسبی بود که ناگهان صدای رعدی بلند شد چنان هیبت‌ناک که کیخسرو خود را از اسب انداخت و آتش «بَر زینِ» اسب فرود آمد و زین، آتش گرفت. اما دیگر نگذاشتند که آن آتش خاموش شود و در همان‌جا برای آن آتش، آتشکده‌ای ساختند و نامش را «آذر بَر زین» گذاشتند. بر روی این محوطه (چهارتاقی) چند فصل مطالعات باستان‌شناسی انجام شده و شرح مختصر و نتایج بخشی از آن‌ها، در مقاله علمی-پژوهشی که توسط چند تن از پژوهشگران و استادان دانشگاهی ایران فراگرد آمده، ارائه شده است. طی آخرین تحولات در راستای بررسی فرضیه انتساب چارتاقی خانه دیو به عنوان محل آتشکده آذر برزین‌مهر؛ این محل، طی سال‌های ۱۳۸۹ و ۱۳۹۰ توسط باستان‌شناسان ایرانی و لهستانی مورد بررسی باستان‌شناسی قرار گرفته و پس از سه فصل کاوش، بدون رسیدن به هیچ گونه مستندات علمی و باستان‌شناسی، انتساب این محل به عنوان جایگاه آتشکده آذر برزین‌مهر تأیید نگردیده و کائیم و بختیاری شهری سرپرستان هیئت‌های باستان‌شناسی لهستانی و ایرانی، انتساب این محل به آتشکده آذر برزین‌مهر را به‌طور کلی رد کردند.